# Радянська Естонія. Енциклопедичний довідник
«Радянська Естонія. Енциклопедичний довідник» (рос. «Советская Эстония. Энциклопедический справочник») — енциклопедичний довідник російською мовою виданий у 1979 році Головною редакцією Естонської радянської енциклопедії накладом 25 000 примірників; надрукований видавництвом «Валгус». Роздрібна ціна становила 5 карбованців 30 копійок.
Видання є дещо скороченим перекладом аналогічного довідника естонською мовою («Noukogude Eesti». Tallinn: Valgus, 1978), в основу якого були покладені стаття «Естонська Радянська Соціалістична Республіка» та інші матеріали 8-томної «Естонської радянської енциклопедії» (ест. «Eesti nõukogude entsüklopeedia»; 1968—1976). Під час підготовки даного видання фактичний матеріал було ретельно переглянутий та оновлений.
Керівництво головної редакції: Густав Наан (головний редактор), Гаррі Ийглане (заступник головного редактора), Людмила Раудтітс (відповідальний секретар).

## Зміст
У виданні наводяться відомості про природу, населення, адміністративно-територіальний поділ; про промисловість, сільське господарство, транспорт та зв'язок, торгівлю та побутове обслуговування; про охорону здоров'я, народну освіту, пресу, телебачення, радіомовлення та видавничу справу. Знайшли відображення також розвиток науки, літератури, архітектури, мистецтва, музики, театру та кіно радянської Естонії. Спеціальні розділи присвячені Комуністичній партії Естонії, Ленінській комуністичній спілкі молоді Естонії, профспілкам та іншим громадським організаціям. 
Довідник включає короткий огляд з економіки, історії та культури найбільших міст Естонської РСР, а також усіх районів республіки.

## Автори
Авторами статей є вчені республіки, партійні та радянські працівники, діячі культури та мистецтва, зокрема:
- загальні відомості: А. Саар;
- природа: Е. Вареп, К. Вебер, І. Велдре, А. Верте, Д. Кальо, А. Каск, Р. Каск, Х. Контор, Л. Лаасимер, Х. Лінг, Р. Лінг, Х. Мардисте, Е. Мустциги, А. Мяеметс, Е. Пармасто, А. Райк, А. Саар, Х. Хаберман, Т. Ейпре;
- населення: К. Лаас;
- деджаний устрій: І. Сільдмяе, Е. Тальвік;
- історія: П. Віхалем, О. Карма, К. Лайгна, П. Ларін, К. Сійліваск, Е. Тарвель, Е. Теніссон, И. Еланго, Е. Яанвярк, Л. Яанітс, Е. Янсен;
- комуністична партія Естонії: О. Куулі, В. Лєеде, А. Лібман, Л. Рандметс;
- громадські організації: К. Мартінсон, Х. Саарнійт;
- народне господарство: Х. Аарма, А Валма, Е. Вінт, О. Карма, К. Каск, В. Кірспуу, В. Крінал, О. Лугус, О. Піллак, А. Сайк, Б. Саул, Р. Сейн, В. Тармісто, Х. Яласто;
- охорона здоров'я: В. Калнін;
- фізкультура і спорт: А. Тійк
- народна освіта: А. Еланго, А. Лійм;
- наука: Г. Ийглане;
- видавнича справа: Е. Аннус, Л. Парашин, Л. Пюсс;
- преса, телебачення і радіомовлення: Ю. Пєегел, Л. Пюсс, І. Тріккель;
- бібліотеки: К. Вескімягі, І. Тінгре;
- клубні заклади і народні університети: М. Вайно, И. Торв;
- музеї: К. Лайгна, І. Розенберг;
- архіви: А. Пійрсалу;
- пам'ятники історії та культури: І. Розенберг;
- краєзнавство: Е. Маарінг;
- народна культура: Х. Аассалу, А. Анніст, А. Війрес, А. Воолмаа, Х. Тампере, Х. Юпрус;
- релігія і церква: К. Оя;
- естонська мова: А. Каск;
- література: М. Калда, Е. Нірк;
- архітектура: Л. Генс, В. Раам, Х. Юпрус, Л. Яанітс;
- образотворче і прикладне мистецтво: Л. Війроя, К. Кірме, М. Лумісте, І. Соломикова, М. Еллер, Х. Юрпус, Л. Яанітс;
- музика: А. Вахтер, К. Лейхтер, Л. Нормет, О.-М. Топманн;
- театр: К. Каск, В. Паалма, Л. Торміс;
- кіно: Я. Руус;
- міста: К. Лайгна, Р. Пуллат, А. Саар, Е. Тарвель;
- райони: А. Саар.

- Окрім вищезгаданих авторів у складанні книги брали участь: Л. Аадер, Л. Аумере, Х. Ахвен, Р. Вайксаар, Е. Вітсур, Е. Вундер, Х. Густавсон, Р. Івало, М. каал, Е. Кессель, Л. Конго, В. Кулдна, А. Лінд, Ю. Ліннус, В. Мазінг, Ю. Мартін, А. Мерессоо, Л. Мерикалью, І. Мосс, О. Нільсон, Ю. Ояссоо, П. Пальм, А. Паюпуу, Р. Раудсепп, Л. Рехемяе, Я. Реммель, Л. Рісто, І. Руте, Х. Тамм, І. Тедер, І. Тоомла, І. Фрейман, К. Ханстейн, М. Еггерт, К. Ейгі, Х. Ейнас;
- Наукові редактори: Л. Ару, А. Васерик, Х. Вяліпиллу, В. Грюнберг, М. Калман, Ю. Кару, А. саар, Х. Сарв, Т. Сяга, П. Тетсманн, Р. Туузов, В. Тинсо, Х. Ужам, Е. Хейтер;
- Вказівник: А. Лембер, Е. Рецал;
- Бібліографія: В. Кабур.
- Художник: А. Месікяпп.